# Фусинь-Монгольский автономный уезд
Фуси́нь-Монго́льский автономный уезд (кит. упр. 阜新蒙古族自治县, пиньинь Fùxīn Měnggǔzú zìzhìxiàn, монг. Фүшиний Монгол өөртөө засах шянь) — автономный уезд в городском округе Фусинь, провинция Ляонин, КНР.

## История
Во времена империи Цин эти земли были выделены под пастбища монголам тумэдского левого знамени. В 1903 году был создан уезд Фусинь.
После Синьхайской революции эти земли оказались в составе Специального административного района Жэхэ, впоследствии преобразованного в провинцию Жэхэ. В 1933 году Жэхэ была захвачена Маньчжоу-го, где уезд с 1 декабря 1934 года вошёл в состав новой провинции Цзиньчжоу. В 1940 году урбанизированная часть уезда Фусинь была выделена в город Фусинь, а оставшаяся часть уезда была преобразована в хошун Тумэд-Цзоци (土默特左旗). После капитуляции Японии в 1945 году уезд был воссоздан, и вновь вошёл в состав провинции Жэхэ.
После образования КНР эти земли в 1949 году вошли в состав провинции Ляоси. В 1954 году провинции Ляоси и Ляодун были объединены в провинцию Ляодун, и уезд Фусинь вошёл в состав Специального района Цзиньчжоу (锦州专区辖). В 1958 году уезд Фусинь был преобразован в Фусинь-Монгольский автономный уезд. В 1959 году Специальный район Цзиньчжоу был расформирован, и Фусинь-Монгольский автономный уезд был передан под юрисдикцию Фусиня.

## Административное деление
Уезд делится на 1 уличный комитет, 32 посёлка и 3 волости.